# Redécoupage des circonscriptions législatives françaises de 1831

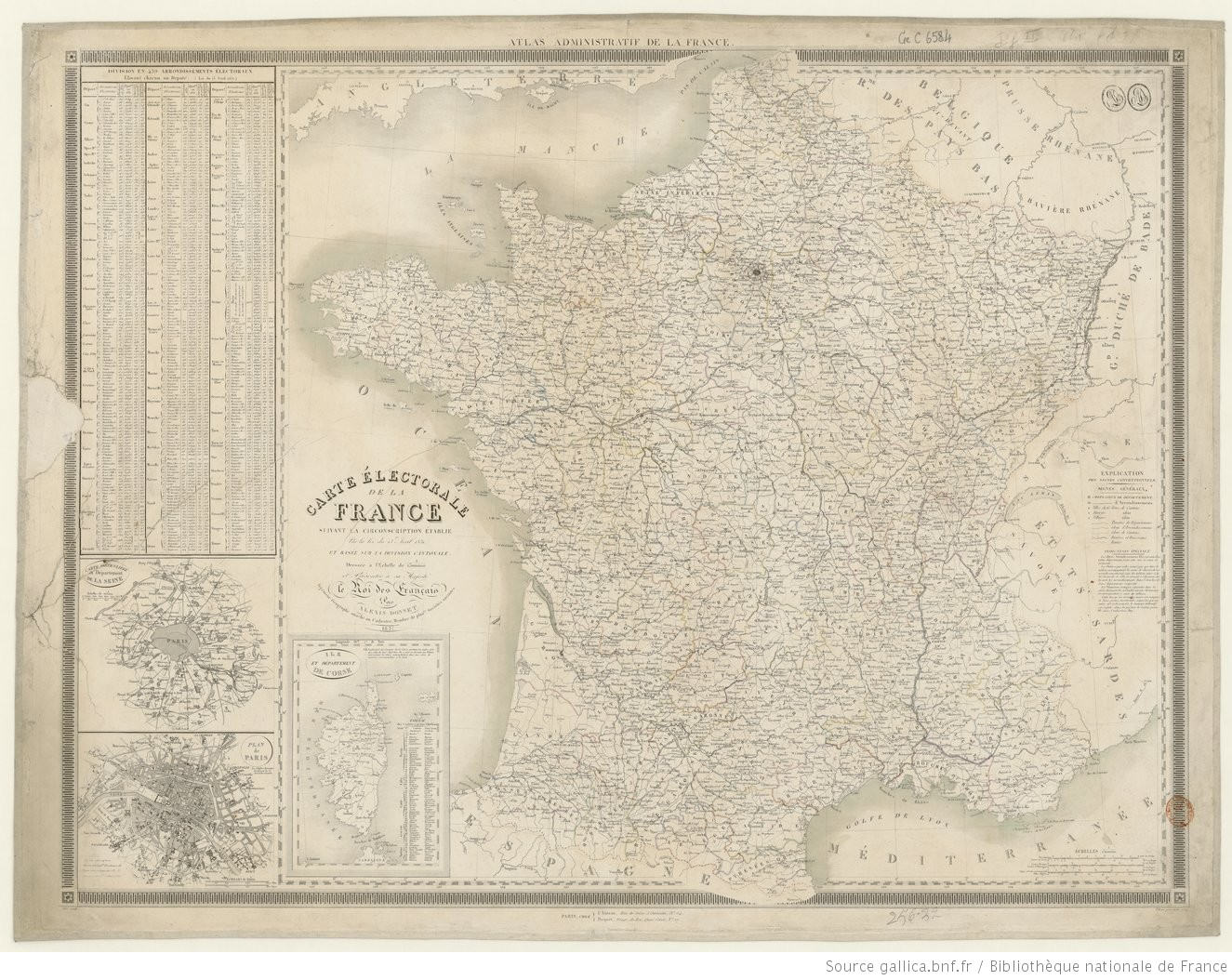
Carte des circonscriptions législatives de 1831 (source : voir section Bibliographie).

Le redécoupage des circonscriptions législatives françaises de 1831 est le deuxième découpage de la France en circonscriptions législatives après celui de 1820. 

## Description
Instauré par la charte constitutionnelle du 14 août 1830 dans le cadre de la récente monarchie de Juillet, ce redécoupage crée 459 circonscriptions utilisées lors des élections législatives de 1831, 1834, 1837, 1839, 1842 et 1846. 
Après la chute du roi début 1848, le gouvernement provisoire rétablit le scrutin majoritaire plurinominal départemental, tout en doublant le nombre de députés et en multipliant par près de 40 le nombre d'électeurs, première occurrence du suffrage universel masculin depuis 1792. La restauration du scrutin uninominal prévue par la constitution du 14 janvier 1852 conduit à un nouveau redécoupage.